# Braslou
Braslou – miejscowość i gmina we Francji, w Regionie Centralnym, w departamencie Indre i Loara.
Według danych na rok 1990 gminę zamieszkiwało 367 osób, a gęstość zaludnienia wynosiła 23 osoby/km² (wśród 1842 gmin Regionu Centralnego Braslou plasuje się na 783. miejscu pod względem liczby ludności, natomiast pod względem powierzchni na miejscu 837.).